# Хайнрих IV фон Лихтенберг
Хайнрих IV фон Лихтенберг (на немски: Heinrich IV von Lichtenberg; * 1360, † 18 ноември 1393) е от 1369 до 1393 г. господар на Лихтенберг в Елзас.

## Произход
Той е син на Лудвиг III фон Лихтенберг († 1369) и съпругата му Хилдегард фон Финстинген-Бракенкопф († 1386).
През 1335 г. баща му разделя наследството между своя син и наследник Хайнрих IV и племенника си Симон (Симунд).

## Фамилия
Хайнрих IV се жени за Аделхайд фон Геролдсек († 5 октомври 1411), дъщеря на граф Хайнрих II фон Велденц и съпругата му Агнес фон Спонхайм-Щаркенбург. Те имат децата:
- Йохан
- Лудвиг IV фон Лихтенберг (1396; † 28 август 1434), господар на Лихтенберг, женен I. 1409 г. за Анна фон Баден († 1421), дъщеря на маркграф Бернхард I фон Баден (1364 – 1431), II. за фон Йотинген
- Йохан, 1381 – 1422 домхер в Кьолн, Страсбург и Трир
- Хилдегард (1397 – 1436), омъжена за граф Симон IV фон Цвайбрюкен-Бич (1397 – 1404)